# Boston Marathon 1965
De Boston Marathon 1965 werd gelopen op maandag 19 april 1965. Het was de 69e editie van deze marathon. Aan deze wedstrijd mochten geen vrouwen deelnemen.
De Japanner Morio Shigematsu kwam als eerste over de streep in 2:16.33.
In totaal finishten er 365 marathonlopers.

## Uitslag
| rang   | naam                   | land | tijd    |
| ------ | ---------------------- | ---- | ------- |
| Goud   | Morio Shigematsu       | JPN  | 2:16.33 |
| Zilver | Hideaki Shishido       | JPN  | 2:17.13 |
| Brons  | Takayuki Nakao         | JPN  | 2:17.31 |
| 4      | Aureel Vandendriessche | BEL  | 2:17.44 |
| 5      | Yoshikazu Funasako     | JPN  | 2:18.18 |
| 6      | Kazuo Matsubara        | JPN  | 2:19.47 |
| 7      | Ralph Buschmann        | CAN  | 2:20.20 |
| 8      | Eino Oksanen           | FIN  | 2:21.13 |
| 9      | Eino Olavi Valle       | FIN  | 2:21.52 |
| 10     | Erik-Verner Ostbye     | SWE  | 2:22.05 |

1897 ·
1898 ·
1899 ·
1900 ·
1901 ·
1902 ·
1903 ·
1904 ·
1905 ·
1906 ·
1907 ·
1908 ·
1909 ·
1910 ·
1911 ·
1912 ·
1913 ·
1914 ·
1915 ·
1916 ·
1917 ·
1918 ·
1919 ·
1920 ·
1921 ·
1922 ·
1923 ·
1924 ·
1925 ·
1926 ·
1927 ·
1928 ·
1929 ·
1930 ·
1931 ·
1932 ·
1933 ·
1934 ·
1935 ·
1936 ·
1937 ·
1938 ·
1939 ·
1940 ·
1941 ·
1942 ·
1943 ·
1944 ·
1945 ·
1946 ·
1947 ·
1948 ·
1949 ·
1950 ·
1951 ·
1952 ·
1953 ·
1954 ·
1955 ·
1956 ·
1957 ·
1958 ·
1959 ·
1960 ·
1961 ·
1962 ·
1963 ·
1964 ·
1965 ·
1966 ·
1967 ·
1968 ·
1969 ·
1970 ·
1971 ·
1972 ·
1973 ·
1974 ·
1975 ·
1976 ·
1977 ·
1978 ·
1979 ·
1980 ·
1981 ·
1982 ·
1983 ·
1984 ·
1985 ·
1986 ·
1987 ·
1988 ·
1989 ·
1990 ·
1991 ·
1992 ·
1993 ·
1994 ·
1995 ·
1996 ·
1997 ·
1998 ·
1999 ·
2000 ·
2001 ·
2002 ·
2003 ·
2004 ·
2005 ·
2006 ·
2007 ·
2008 ·
2009 ·
2010 ·
2011 ·
2012 ·
2013 ·
2014 ·
2015 ·
2016 ·
2017 ·
2018 ·
2019 ·
2020 ·
2021 ·
2022